# Miron
Miron (Myron) – imię męskie pochodzenia greckiego. Wywodzi się od słowa myron oznaczającego „wonny olejek, pachnidło”.
Miron imieniny obchodzi 8 sierpnia, 17 sierpnia, 30 sierpnia i 10 grudnia. Żeńskim odpowiednikiem jest imię Mirona. 
W Polsce imię rzadkie, o rosnącej popularności, które w 1994 roku nosiło 1513 mężczyzn. W marcu 2001 roku odnotowano 1691 osób. W 2022 roku nosiło je 1861 mężczyzn (294. miejsce w grupie imion męskich).

## Mężczyźni o imieniu Miron
- św. Miron z Kizyku – męczennik (wspomnienie liturgiczne: 17 sierpnia)[1]
- św. Miron z Krety – biskup (wspomnienie liturgiczne: 8 sierpnia)[1]
- Myron – jeden z najwybitniejszych rzeźbiarzy greckich (twórca Dyskobola)[2]
- Miron Costin (1633–1691) – mołdawski kronikarz i poeta
- Miron Białoszewski (1922–1983) – polski poeta i pisarz[3]
- Miron Czernienko (1931–2004) – rosyjski krytyk filmowy
- Miron Chodakowski (1957–2010) – polski prawosławny arcybiskup hajnowski, prawosławny ordynariusz Wojska Polskiego
- Miron Sikorski (1925–2009) – polski architekt
- Miron Sycz (1960–2024) – poseł VI kadencji Sejmu RP
- Miron z Łoźny – białoruski opozycjonista.